# 寄居風布インターチェンジ
寄居風布インターチェンジ（よりいふうっぷインターチェンジ）は、埼玉県大里郡寄居町にある皆野寄居バイパスのインターチェンジである。

## 道路
- 国道140号皆野寄居バイパス（当ICより秩父方面は皆野寄居有料道路）

下り線のランプ線は、地形の関係で、180°転回する急カーブのトンネルになっている。

## 周辺

### 観光地
- 日本水（やまとみず）
- 風布川
- 夫婦滝
- 日本の里風布館
- 風布・小林みかん山

## 隣
皆野寄居バイパス
末野大橋 - 寄居折原IC - 寄居風布IC - 皆野長瀞IC - 皆野大塚IC